# 優莉奈
優莉奈（ゆりな、1997年12月10日 - ）は、日本の女優である。福岡県出身 ジュネスプロダクション所属
3歳から7年間ピアノを習っており、5歳からクラシックバレエを10年間習っていた。地元である福岡県から大学入学を機に上京。学生時代は学業と共に、元NMB48の沖田彩華がプロデュースするNextrigger（ネクストリガー:略称ネクトリ）のメンバーとしてアイドル活動を両立しており、ライブパフォーマンスやイベントに参加しながら大学を卒業。アイドル卒業後は、舞台を中心に女優として現在も活動をしている。
なお真偽の程は定かではないが、実はかなりの天然説を唱えられる事があるようだが、その度に本人は激しく否定しており、その様子が更に真実ではないかとの疑念を想起させてはいるが、噂の域を脱しない。

## 人物
- ニックネーム - ゆりな、ゆりりん[3]
- 2020年3月上智大学フランス語学科卒業[4]
  - 在学中に（公財）フランス語教育振興協会 実用フランス語技能検定試験で文部科学大臣賞・ケベック州政府在日事務所賞を受賞[5][6]
- 活動内容 - 芝居、モデル活動
  - 2023年4月27日からSHOWROOMでの配信を開始し、同年の『スタートダッシュイベント』で1位を獲得
  - 現在SHOWROOM毎日配信819日を更新中
  - 現在TikTokを2025年5月20日よりゆる～く毎日投稿中
- 趣味 - 読書、散歩、謎解き
- 特技 - フランス語、クラシックバレエ、合気道
- 好きなもの - 馬刺し、たこ焼き、謎解き
- 資格 - フランス語検定二級、英検準一級、合気道三級
- 得意なもの - 高い所やジェットコースター等の絶叫系
- 苦手なもの - お化け屋敷等の怖い系

## 略歴
テレビ
- NHK-BS　文豪温泉 〜名作の陰に名湯あり〜
- NTV　news every.

CM
- レバテック
- エーザイ　セルベール
- (株)ホンダアクセス TikTokCM[7][注釈 1]

カタログ
- 成人式・卒業式のヘアアレンジ2023

舞台
- 現在は舞台を中心に活動中

## 以前の活動
- 2019年5月1日アイドルグループ Nextriggerメンバーとしてデビュー。ファンとの交流を重視したコンセプト「ファンと育てるアイドル」として注目を集める[9]。
- 2019年5月3日NEXTRIGGERデビューライブ[10]。
- 2021年1月25日公式Twitter(現ｘ)で他の2名と共に3名がグループからの卒業を発表。
- 2021年2月28日をもってメンバーとしての活動を終了。

## 舞台
| 開演日            | 演目                                                                                                | 役名         | 会場                                  |
| ----------------- | --------------------------------------------------------------------------------------------------- | ------------ | ------------------------------------- |
| 2021/10/9～10/10  | 舞台「放課後戦記2021～血塗られた首謀者～」                                                          | 都解未明     | Theater Mixa                          |
| 2022/2/16～2/20   | メイホリックシアター07 舞台「マジでトキメけ☆少女たち!! ～全国高校生エネルギッシュ選手権大会～」     | よっさん     | CBGKシブゲキ!!                        |
| 2022/6/2～6/5     | RAVE☆塾vol.4 舞台「かえってきたQUEEN DOM」 ～文化女子の戦におけるかくも腹黒き百花繚乱戦国絵巻～     | 野木舞香     | CBGKシブゲキ!!                        |
| 2022/6/22～6/26   | 舞台「戦国送球～バトルボールズ外伝～天上天下唯我独尊」                                              | まいちー     | シアターサンモール                    |
| 2022/8/25～8/28   | 舞台「Wteen～罵詈雑言の剣ヶ峰!背水JKに与えられた指令は 問答無用のサプライズ～」                     | 赤沢みずき   | CBGKシブゲキ!!                        |
| 2022/9/7～9/11    | 劇団カラスカ 舞台「ざつおん!」                                                                      | 斉藤莉々杏   | TACCS1179                             |
| 2022/11/3～11/6   | 舞台「南無阿弥ティアラ～魑魅魍魎の女学園における栄光と おだぶつの狭間で足掻く姫とホトケの奇想曲～」 | 平田舞       | 築地本願寺ブディストホール            |
| 2023/2/2～2/5     | 舞台「かえってきた璃色リベリオン ～反逆の乙女達が奏でる策謀と裏切りのハーモニー～」                 | 羽田菜々美   | 築地本願寺ブディストホール            |
| 2023/2/22～2/26   | 劇団バルスキッチン 舞台「産声フォーユー」                                                           | 木場穂積     | バルスタジオ                          |
| 2023/3/30～4/2    | 舞台「かえってきたWteen～罵詈雑言の剣ヶ峰!背水JKに 与えられた指令は問答無用のサプライズ～」         | 後藤杏       | 築地本願寺ブディストホール            |
| 2023/5/31～6/4    | 舞台「宇宙家族ヤマダさん～Super saiyAの逆襲～」                                                     | 麒麟chaN     | スペース・ゼロ                        |
| 2023/6/29～7/2    | 月シア#2 舞台「6月の花嫁」                                                                          | 青芝菖蒲     | せんじゅコーミンカン!                 |
| 2023/7/26～7/30   | 朗読劇「マッチングアプリ:アップルボム(仮)」                                                         | さくら       | シアターサンモール                    |
| 2023/9/1～9/4     | 月シア#4 舞台「8月の玉響」                                                                          | 七草名月     | 中野劇場bit                           |
| 2023/9/29～10/2   | 月シア#5 舞台「9月の再起動」                                                                        | 涼風金魚     | 中野劇場bit                           |
| 2023/10/15        | 「安達健太郎と役者が漫才とトークするLIVE」                                                          | ―            | 池袋西口GEKIBA                        |
| 2023/11/29～12/3  | 舞台「見えない人たち～誰もそれに気づかなかった」                                                    | ―            | 築地本願寺ブディストホール            |
| 2024/1/24～1/28   | 劇団バルスキッチン 舞台「浅草プロローグ」                                                           | 春花亭つく枝 | バルスタジオ                          |
| 2024/2/9～2/12    | 安達健太郎舞台 二人芝居「ふたりよがり」                                                             | ―            | 池袋西口GEKIBA                        |
| 2024/4/3～4/7     | 舞台「イリス・ノワール -禁樹のミエリ-」                                                             | シターラ     | 六行会ホール                          |
| 2024/5/2～5/5     | 安達健太郎CONTE STAGE 舞台「お城のトカゲ」                                                          | ―            | 池袋西口GEKIBA                        |
| 2024/6/26～6/30   | 劇団バルスキッチン 舞台「志立彩色女学院アイドル科」                                                 | 野口みどり   | バルスタジオ                          |
| 2024/7/31～8/4    | 舞台 「色づく海のエスポワール」                                                                     | 灰原夏美     | 新宿 THEATER BRATS                    |
| 2024/10/4～10/7   | 月シア#14 舞台「9月の離別」                                                                         | ―            | 中野劇場bit                           |
| 2024/12/18～12/22 | 舞台「花のカンタービレ」                                                                            | 鈴           | 新宿村LIVE                            |
| 2025/1/15～1/29   | 劇団 安達電機商会 第3回公演 舞台「メゾン・ド・二ギータ」                                            | ―            | 千本桜ホール                          |
| 2025/3/20～3/23   | 朗読実験室「詠む人たちと聴く人たち」                                                                | ―            | 渋谷BISTRO NOCHE (ビストロノッチェ)   |
| 2025/4/23～4/29   | 劇団バルスキッチン第40回公演 舞台「どぎまぎメモリアル」                                             | 野原亜紀     | バルスタジオ                          |
| 2025/7/9～7/13    | 劇団バルスキッチン第42回公演 舞台「七夕スターダスト」                                               | ミヨ         | 池袋シアターグリーン BIG TREE THEATER |
| 2025/8/22～8/24   | 「安達健太郎と役者がコントするLIVE」                                                                | ―            | 千本桜ホール                          |
| 2025/10/8～10/13  | 劇団バルスキッチン第44回公演 舞台「歌舞伎町ビターナイト」                                           | 千葉茜       | バルスタジオ                          |

## WEB
- しまむらアベイル
- THE Tender HOUSE
- ネスレ
- TEPCO